# 1998 en Ukraine
Chronologie de l'Ukraine
- 1994
- 1995
- 1996
- 1997
- 1998
- 1999
- 2000
- 2001
- 2002

Cette page concerne les évènements survenus en 1998 en Ukraine  :

## Évènement
- 29 mars : 
  - Élections législatives
  - Élection parlementaire en Crimée (en)

## Sport
- Championnat d'Ukraine de football 1997-1998
- Championnat d'Ukraine de football 1998-1999
- Coupe d'Ukraine de football 1997-1998
- Coupe d'Ukraine de football 1998-1999
- Participation de l'Ukraine aux Jeux olympiques d'hiver de Nagano au Japon.

## Création
- FC Adoms Kremenchuk (en)
- FC Arsenal Kharkiv (en)
- Héros d'Ukraine
- Jour de la mémoire d'Holodomor (en)
- Nickelodeon Ukraine (en)

## Dissolution
- District militaire des Carpates
- FC Advis Khmelnytskyi (en)
- FC Hirnyk Pavlohrad (en)

## Naissance
- Ivan Kohut (uk), footballeur.
- Yana Krasnikova (uk), mannequin.
- Maryna Piddubna (en), nageuse paralympique.
- Yuliia Stoiko (ru), boxeuse.

## Décès
- Nadia Hordienko-Andrianova, écrivaine et traductrice.
- Sergey Pankratov (ru), héro de l'Union soviétique.
- Ihor Pashkevych (uk), acteur.
- Aleksandr Yarchuk (uk), footballeur.